# Кокірлянка
Кокірлянка (рум. Cochirleanca) — село у повіті Бузеу в Румунії. Адміністративний центр комуни Кокірлянка.
Село розташоване на відстані 113 км на північний схід від Бухареста, 18 км на схід від Бузеу, 81 км на захід від Галаца, 122 км на південний схід від Брашова.

## Населення
За даними перепису населення 2002 року у селі проживали 2832 особи, з них 2831 особа (> 99,9%) румунів. Рідною мовою 2831 особа (> 99,9%) назвала румунську.